# حوزه انتخابیه چهاردهم میشیگان
حوزه انتخابیه چهاردهم میشیگان یک حوزه انتخابیه مجلس نمایندگان آمریکا است که در ایالت میشیگان قرار دارد.